# Острув (Опочинський повіт)
Острув (пол. Ostrów) — село в Польщі, у гміні Опочно Опочинського повіту Лодзинського воєводства.
Населення — 629 осіб (2011).
У 1975-1998 роках село належало до Пйотрковського воєводства.

## Демографія
Демографічна структура станом на 31 березня 2011 року:
|          | Загалом | Допрацездатний вік | Працездатний вік | Постпрацездатний вік |
| -------- | ------- | ------------------ | ---------------- | -------------------- |
| Чоловіки | 301     | 86                 | 187              | 28                   |
| Жінки    | 328     | 93                 | 171              | 64                   |
| Разом    | 629     | 179                | 358              | 92                   |